# ايزاو ارياتا
إيزاو أريتا (المولود في عام 1926) هو طبيب يابانـي وأخصائي في علم الفيروسات والتلقيح ترأس وحدة استئصال الجدري التابعة لمنظمة الصحة العالمية في الفترة 1977-1985. وخلال هذه الفترة، صار الجدري أول مرض معدٍ يصيب البشر يُستأصل عالميا. وقد مُنح هو وزملاؤه جائزة اليابان عن هذا العمل في عام 1988. كما أسدى المشورة إلى البرنامج الناجح للقضاء على فيروس شلل الأطفال في منطقة غرب المحيط الهادئ.  

## التعليم والحياة المهنية المبكرة
- وُلد أريتا في كوماموتو، جنوب اليابان، سنة 1926. وبعد أن حصل على درجته الطبية من كلية الطب في كوماموتو في عام 1950، أمضى عقدا من الزمن يعمل في وزارة الصحة والرعاية الاجتماعية اليابانية كموظف طبي في قسم مكافحة الأمراض المعدية.[1] عمل في جزء من هذا الوقت على مكافحة اللقاحات وتوحيدها، وهو مجال تلقى فيه التدريب في معهد بول إيرليك في ألمانيا.[2]

## برنامج القضاء على الجدري
بدأ عمل أريتا في برنامج منظمة الصحة العالمية لاستئصال الجدري في عام 1962. قضى حوالي سنتين في العمل على الاستئصال في ليبريا، أفريقيا. وعندما التحق دونالد أ. هندرسون، أخصائي الوبائيات الأمريكي، بالبرنامج في عام 1966، كان أريتا الموظف التقني الوحيد المتبقي في المنظمة. كان عضواً في وحدة منظمة الصحة العالمية لاستئصال الجدري منذ إنشائها في عام 1966، وعمل نائباً لمديرها بقيادة هندرسون.  وكان مسؤولاً عن تطوير استراتيجية «الترصد والاحتواء» للبرنامج (التي حلت محل الاستراتيجية الفاشلة المتمثلة في محاولة تلقيح 80% على الأقل من السكان)، وكذلك عن زيادة الإمداد بلقاح الجدري المستخدم في برنامج الاستئصال، وعن رصد وتحسين نوعية اللقاح. وأجرى أيضاً بحوثاً حول فيروسات الجدري، وخصوصاً فيروس جدري القردة.
```
وبعد أن غادر هاندرسون منظمة الصحة العالمية في عام 1976 أو عام 1977، واصلت أريتا إدارة الوحدة. وقد نجح، تحت قيادته، في احتواء انتشار الفارولا الصغرى في 
القرن الأفريقي
 أثناء الحرب الإثيوبية الصومالية، وحدثت الحالة الأخيرة من الجدري المنقول طبيعيا في تشرين الأول/أكتوبر 1977. وأدار العملية التي اعتمدت بها منظمة الصحة العالمية رسميا القضاء على الجدري على الصعيد العالمي في أيار/مايو 1980.
[
3
]
[
4
]
[
5
]
 وبعد التصديق، تولى إدارة تنفيذ توصيات لجنة التصديق.
[
1
]
 وواصل توجيه أنشطة المراقبة الدولية التي تضطلع بها الوحدة. وشارك أيضاً في صياغة سياسات بشأن مسائل تشمل التطعيم المستمر والمخزونات المختبرية من 
فيروس الفارولا
، وفي حفظ بيانات منظمة الصحة العالمية عن برنامج الاستئصال.
[
8
]
 في عام 1999، كان واحداً من العديد من العلماء الذين دافعوا عن تدمير ما تبقى من مخزون فيروس فاريولا.
[
9
]

وكان أحد المؤلفين الرئيسيين، مع 
فرانك فينر
 وهندرسون، في منشور منظمة الصحة العالمية المعنون «الجدري والقضاء عليه»، وهو مجلد شاق من 1460 صفحة نُشر في كانون الثاني/يناير 1988.
[
10
]
 وكتب أريتا أيضاً روايتها الشخصية الخاصة في كتاب عام 2010 بعنوان «ملحمة استئصال الجدري». نظرة من الداخل.
[
11
]
```

## مهنة لاحقة
وفي عام 1985، غادر أريتا منظمة الصحة العالمية لرئاسة مستشفى كوماموتو الوطني في اليابان، وهو منصب ظل يشغله حتى تقاعده في عام 1992. أسدى المشورة إلى موريهيرو هوسوكاوا (حاكم مقاطعة كوماموتو آنذاك) بشأن تأسيس وكالة التعاون في مجال الصحة الدولية في عام 1990،  وأصبح رئيسا لها في عام 1993. ويهدف المجلس الوطني للصحة إلى تعزيز الوقاية من الأمراض في البلدان النامية، وقد نظمت الهيئة مؤتمرات دولية عن اللقاحات ومواضيع أخرى. في أوائل التسعينات، لفتت أريتا الانتباه الدولي إلى القضايا المحيطة بإمدادات اللقاحات وجودة اللقاحات في البلدان النامية، ودعت هذه البلدان إلى التحرك نحو تحقيق الاكتفاء الذاتي في إنتاج اللقاحات.
```
وفي الفترة من عام 1990 إلى عام 2004، ترأس الفريق الاستشاري التقني لبرنامج منظمة الصحة العالمية الموسع للتحصين والقضاء على مرض شلل الأطفال في منطقة غرب المحيط الهادئ.
[
15
]
 وقد نجح البرنامج في استئصال 
فيروس شلل الأطفال البري
 من هذه المنطقة في عام 1997.
[
16
]
```

كما عمل في لجنة الخبراء التي صادقت على استئصال فيروس شلل الأطفال البري من أمريكا الشمالية والجنوبية في عام 1997. وعلى الرغم من هذه النجاحات الإقليمية، لم يتحقق بعد القضاء العالمي على شلل الأطفال -المقرر لعام2000. لم يتحقق بعد. وفي عام 2006، نشر آريتا مع فينر وميوكي ناكاني مقالاً في مجلة العِلم ساينس شكك فيه في إمكانية القضاء على شلل الأطفال على الصعيد العالمي، واقترح أن تكون مكافحة شلل الأطفال خياراً مفضلاً.
```
كما نشر عن 
المتلازمة التنفسية الحادة الوخيمة
 
والحصبة
 
والتهاب الكبد B
 
والتهاب الكبد C
 وغيرها من الأمراض الفيروسية.
[
19
]
```

## الجوائز والأوسمة
وفي عام 1988، مُنح أريتا، ومعه هندرسون وفينر، جائزة اليابان -التي تعتبر المعادل الياباني لجائزة نوبل  -لعمله في القضاء على الجدري. منحته الحكومة اليابانية لقب «الكنز الوطني».

## منشورات مختارة
كتب
ايزاو اريتا ملحمة استئصال الجدري. نظرة من الداخل (الشرق لونجمان) (2010)
(فرانك فينر)، (دونالد أ. هندرسون)، (إيزاو أريتا)، (زدينيك جيزك)، (إيفان دانيلوفيتش لادنيي) الجدري والقضاء عليه (منظمة الصحة العالمية 1988)؛ (يمكن تحميلهامن )
مقالات
ريتا إيساو (2011). «التذكر الشخصي لاستئصال الجدري مع الاستفادة من فهم متأخر: في الاحتفال بالذكرى السنوية الثلاثين». المجلة اليابانية للأمراض المعدية. | الموقع الإلكتروني = http://www0.nih.go.jp/JJID/64/1.pdf | journal = Japanese Journal of Infectious Diseases | volume = 64 | issue = 1| pages = 1–6 | pmid = 21266748 }}
أريتا إيساو، ناكاني ميوكي، فينر فرانك (2006). «هل استئصال شلل الأطفال أمر واقعي؟». العلوم: 312 (5775): 852-54. DOI: 10.1126/Science. 1124959. PMED 16690846
ريمان جويل ج. أريتا إيساو (1980). «تأكيد واستئصال الجدري». مجلة نيو إنغلاند الطبية 303 (22): 1263-73. DOI: 10.1056/NEJM1980-1127303204. PMED 6252467.